# Eric Braeden

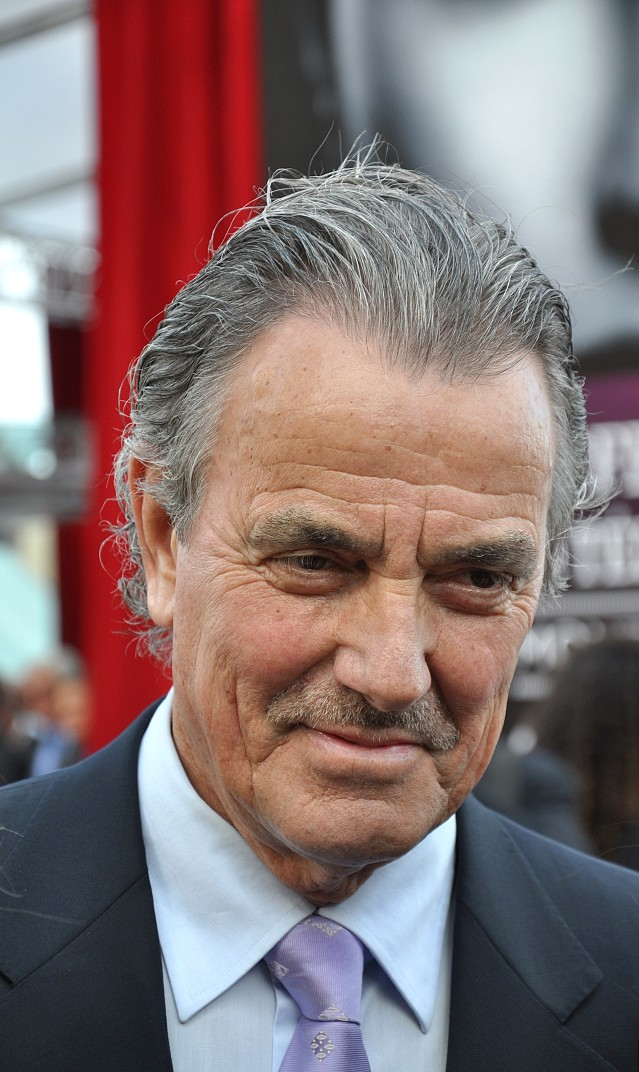
Eric Braeden auf dem Monte-Carlo Television Festival 2013

Eric Braeden (* 3. April 1941 in Bredenbek; eigentlich Hans-Jörg Gudegast) ist ein deutsch-amerikanischer Schauspieler.

## Leben
Braeden wuchs als Sohn des Bürgermeisters im kleinen Ort Bredenbek zwischen Kiel und Rendsburg in Schleswig-Holstein auf. 1959 wanderte er in die USA aus und wurde dort vor allem als Soap-Opera-Darsteller durch die Serie Schatten der Leidenschaft (Orig. The Young and The Restless) bekannt. 1997 erhielt Braeden für sein Wirken den Fernsehpreis Emmy. Insgesamt trat er in über 120 Fernseh- und Filmproduktionen auf, u. a. 1970 in Colossus, 1971 in Flucht vom Planet der Affen und 1997 in Titanic.
Braeden war Amateurfußballer und gewann als Torwart mit der ursprünglich von Holocaustüberlebenden gegründeten halbprofessionellen Fußballmannschaft „Maccabi Los Angeles“ 1973 den National Challenge Cup, als Stürmer mit in der Mannschaft war der mit ihm befreundete Historiker Michael Meyer.
1989 gründete Braeden die Deutsch-amerikanische Kulturgesellschaft, wofür er 1992 das Bundesverdienstkreuz, 2003 das Verdienstkreuz I. Klasse und 2005 das Große Bundesverdienstkreuz erhielt. Seit 1998 ist Braeden Ehrenbürger seiner Heimatgemeinde Bredenbek (Kreis Rendsburg-Eckernförde) in Schleswig-Holstein.
Am 20. Juli 2007 wurde ihm zu Ehren bei 7021 Hollywood Blvd. der 2342. Stern auf dem Hollywood Walk of Fame verlegt.
Eric Braeden ist der Vater des US-amerikanischen Regisseurs und Drehbuchautors Christian Gudegast.

## Filmografie (Auswahl)
- 1961: Jagd auf Eichmann (Operation Eichmann)
- 1969: 100 Gewehre (100 Rifles)
- 1970: Colossus (Colossus: The Forbin Project)
- 1971: Flucht vom Planet der Affen (Escape from the Planet of the Apes)
- 1973, 1975: Barnaby Jones (Fernsehserie, 1 Folge)
- 1974: Schußfahrt in den Tod (The Ultimate Thrill)
- 1977: Der tolle Käfer in der Rallye Monte Carlo (Herbie Goes to Monte Carlo)
- 1980: The Aliens Are Coming
- 1990: The Ambulance
- 1997: Titanic
- 2008: The Man Who Came Back
- 2008: How I Met Your Mother
- seit 1980: Schatten der Leidenschaft (The Young and the Restless)
- 2018: Criminal Squad (Den of Thieves)